# テレフタル酸
テレフタル酸（テレフタルさん、terephthalic acid）は、芳香族ジカルボン酸の一種。ベンゼン環のパラ位に2個のカルボキシ基が結合した形を持つ。TPAと略す。また高純度のものを PTA (purified terephthalic acid) と略すことがある。
酸性や中性の水、アルコールやジエチルエーテル等にはほとんど溶けないが、アルカリ性の水や熱濃硫酸、DMFには可溶である。異性体にフタル酸、イソフタル酸があり、p-キシレンの酸化によって作ることが可能。下式のようにエチレングリコールと縮合重合して生成されるポリエステルはポリエチレンテレフタラート (PET) と呼ばれ、ペットボトルや衣料の原料として工業的に重要である。

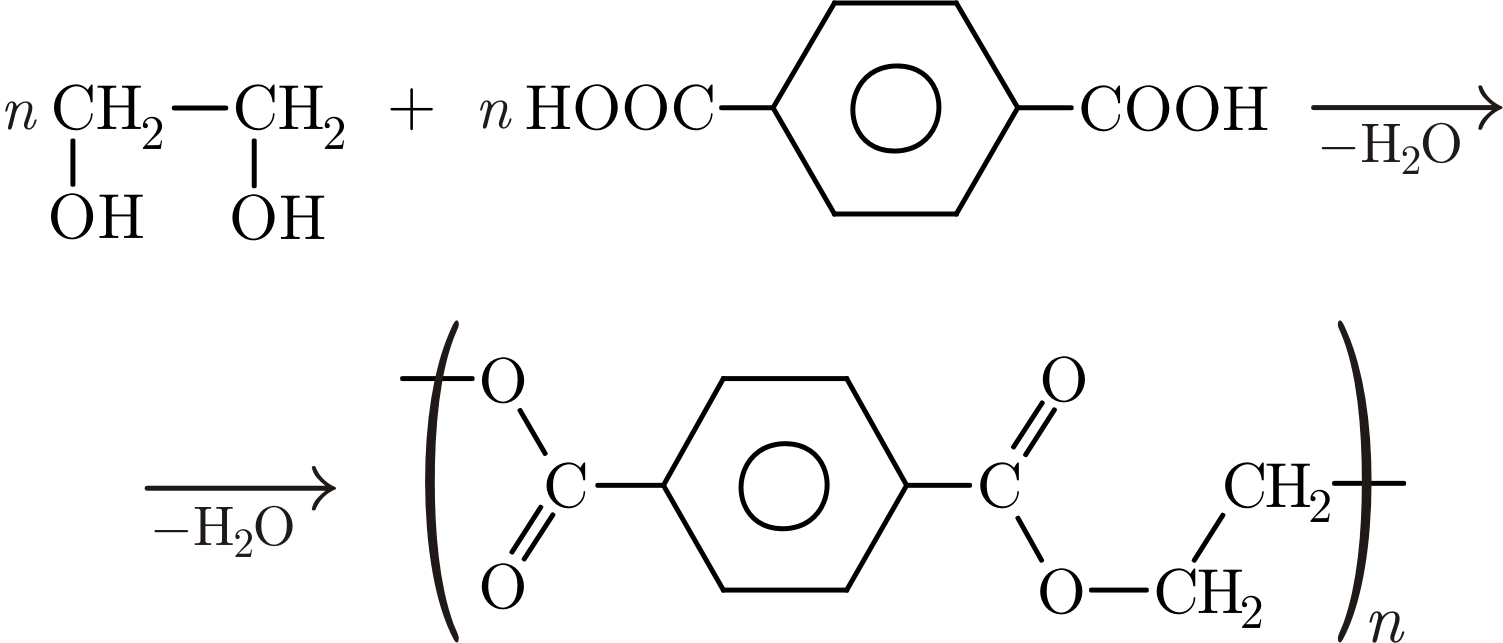
ポリエチレンテレフタラートの合成

テレフタル酸の2008年度日本国内生産量は 1,015,009t、消費量は 160,184t である。
p-キシレンをコバルト、マンガン、臭素の触媒下に250℃で酸素酸化して製造される。この系中ではテレフタル酸に至る前にp-トルイル酸を経由している。